# Fejcserés támadás
A Fejcserés támadás (eredeti címe: Double Take) 2001-es amerikai vígjáték, amelyet George Gallo rendezett. A produkció főszerepében Eddie Griffin és Orlando Jones. 2001. január 10-én mutatták be az Egyesült Államokban, Magyarországon május 10-től ment a mozikban.

## Cselekmény
Daryl Chase sikeres befektetési bankár, aki egy nagy New York-i cég nemzetközi számláit kezeli. Munkába menet kisegít egy Freddy nevű férfit, akit a rendőrség tévesen lopásért gyanúsít. Daryl észreveszi, hogy egy italgyár nagy összeget utalt a tulajdonosnak, de a cégről kiderül, hogy nem is létezik. Később megtámadja őt és barátnőjét egy bérgyilkos, akit két CIA ügynök, McReady és Martinez iktat ki. Az ügynökök közlik vele, hogy egy drogkartell ügyébe keveredtek.
Daryl veszélyben érzi az életét, ezért meggyőzik, hogy menjen Mexikóba. Az állomáson találkozik ismét Freddyvel, aki ráveszi, hogy ruhát és személyazonosságot cseréljenek. A vonaton megosztják egymással a történteket, mire Freddy bevallja, hogy FBI ügynök. Daryl nem hisz neki, és arra gyanakszik, hogy a fejére kitűzött jutalom kell neki, ezért megszabadul tőle. Az utat azonban kocsival folytatja, és a mexikói határon rájön, hogy Freddyt körözik. Habár Daryl ismét találkozik a férfival, ellopja a kocsiját, és a benzinkúton hagyja a kutyájával együtt.
Daryl megszáll egy motelben, és ismét Freddyvel találja magát szemben. Miután megmutatja neki a jeladót a ruhájában, elárulja neki, hogy a két CIA ügynök, McReady és Martinez korruptak, és azért vádolják gyilkossággal, mert rögzítette egy kamera a helyszínen. Mikor McReady emberei megtámadják őket, a két férfi szétválik. Darylt börtönbe csukják, mikor nem tudja bizonyítani, hogy nem ő Freddy. Mikor McReady megjelenik, hogy kihozza a börtönből, Daryl kutyaharapásnyomot vesz észre a férfi lábán, és belátja, hogy Freddy végig igazat mondott neki. 
Freddy kiszabadítja Darylt, és egy kúriára hajtanak, ahol a kartell tagjai egy beépített ügynököt, Freddy feleségét leplezik le. Miután fény derül rá, hogy tényleg ők hajtották végre a gyilkosságot, és Daryl főnöke is a kartellban van, lövöldözésbe torkollik a találkozó. A korrupt ügynökök elesnek, a kartell pedig megsemmisül. Másnap Daryl főnökét letartóztatják az újabb beépített ügynök, Daryl asszisztense segítségével.

## Szereplők
| Szerep                 | Színész            | Magyar hangja       |
| ---------------------- | ------------------ | ------------------- |
| Daryl Chase            | Orlando Jones      | Kálid Artúr         |
| Freddy Tiffany         | Eddie Griffin      | Kálloy Molnár Péter |
| Timothy Jarret McReady | Gary Grubbs        | Bácskai János       |
| Norville ügynök        | Sterling Macer Jr. | n.a                 |
| Gradney ügynök         | Benny Nieves       | n.a                 |
| Chloe                  | Garcelle Beauvais  | n.a                 |
| Maque Sanchez          | Andrea Navedo      | n.a                 |
| Charles Allsworth      | Edward Herrmann    | Végvári Tamás       |
| Thomas Chela           | Shawn Elliott      | Háda János          |
| Junior Barnes          | Brent Briscoe      | n.a                 |
| Shari                  | Vivica A. Fox      | n.a                 |

## Fogadtatás

### Kritikai visszhang
A film gyengén szerepelt a filmkritikusok körében. A Rotten Tomatoeson 12%-os minősítést ért el 78 értékelés alapján, az összefoglaló szerint: „Orlando Jones jó alakítása ellenére a filmet elrontja a nevetséges, kusza cselekmény, és nem képes nevetést generálni.” Lou Lumenick a New York Posttól azt írta: „A legendás brit regényíró valószínűleg forog a sírjában, ha ezzel a szellemtelen komédiával hozzák összefüggésbe.” Roger Ebert szerint „a Fejcserés támadás az a fajta dupla-háromszoros-visszafordított film, ami az őrületbe kerget, mert a cselekményben semmire sem lehet számítani.” Elvis Mitchell a New York Timestól azt írta: „Szórakoztatásnak álcázott kagylójáték.”
A MetaCriticen 25 pontot kapott a 100-ból 22 vélemény alapján. Mark Caro a Chicago Tribune-től azt írta: „Azóta már rengeteg önelégült okostojást láttunk, és Freddy, ahogy megírták és eljátsszák, semmi újat nem hoz a buliba.” Owen Gleiberman az Entertainment Weeklytől azt írta: „Egy újabb rasszista rajzfilmes haverfilm, amely a legjobb nevetést - sőt, az egyetlen nevetést - a trailerben éri el.”

### Bevétel adatai
A Box Office Mojo szerint a film 31 millió dolláros bevételt szerzett, a költségvetésről nincs elérhető információ.